# Lycia lapponaria
Lycia lapponaria es una especie de insecto lepidóptero de la familia Geometridae. Presentan un marcado dimorfismo sexual donde los machos presentan alas blanquecinas marcadas con negro mientras que las hembras carecen de alas. En ambos sexos, el tórax y abdomen presentan marcas rojas.
Las larvas se alimentan de Betula nana, Myrica gale y Calluna vulgaris. Las larvas aparecen en julio. Pasan el invierno en el estadio de pupas.

## Subespecies
Se conocen dos subespecies:
- L. l. lapponaria (Boisduval, 1840)
- L. l. scotica (Harrison, 1916)